# Église Saint-Nizier de Saint-Nizier-le-Désert
L'église Saint-Nizier est une église située en France sur la commune de Saint-Nizier-le-Désert, dans le département de l'Ain en région Auvergne-Rhône-Alpes.
Elle fait l'objet d'une inscription au titre des monuments historiques depuis le 21 octobre 1926.

## Présentation

### L’architecture
L’édifice et plus particulièrement le chœur est inscrit depuis l'arrêté de 1926 aux Monuments historiques.
L’église, orientée (c'est-à- dire avec le portail à l'ouest, comme il était commun pour les plus anciennes églises) avec un plan basilical présente une large nef épaulée de deux chapelles accessibles par de larges arcs en ogive. On accède à l’église par un portail à double battant, typiquement roman surmonté d’un linteau de pierre, lui-même surmonté d’un tympan en plein cintre.
La nef est couverte d’une voûte en anse de panier à plusieurs centres. Aujourd’hui recouverte d’un enduit blanc, sont présents dans cette partie de l’église toute une série d’œuvre, de tableaux et de sculptures. Bien que de style roman la nef est plus éclairée que de coutume pour ce genre d’édifice grâce à de grandes baies en renfoncement avec un vitrail à motif géométrique.
Les chapelles latérales se distinguent de la nef, notamment de par leur voûtement en croisée d’ogives et leurs baies qui présente un élégant remplage avec des mouchettes.
Le chœur se distingue du reste de l’édifice en étant surélevé d’une marche. Le chœur se démarque aussi du reste de l’église car il ne présente pas un enduit blanc. Rythmé par plusieurs colonnes accolées aux murs, le chœur polychrome couvert par une voûte en cul de four elle aussi en couleur. La voûte arbore un décor étoilé sur fond bleu avec un chrisme, visible depuis la nef. Au centre du chœur, l’autel et un retable de pierre. Derrière le retable, épousant l’abside des bancs de bois ont été réalisés pour que les clercs suivent les offices religieux.

### La polychromie
Contrairement à l’idée qui domine, les églises ont été durant longtemps entièrement polychrome, et l'église Saint-Nizier ne fait exception, comme il est possible de le voir aujourd’hui encore dans le chœur. Il n’a pas été rare dans le monde chrétien occidentale de brosser et effacer les polychromies des parois. Par chance, le chœur a été préservé, donnant à voir de riches aplats de couleur.
Comme on peut le voir sur des images d’archives accessibles en ligne, au début du XXe siècle la nef aussi était polychrome. On pouvait y voir un décor représentant un appareil rectangulaire orné de détails cruciformes. Là encore, on peut y voir une figuration de la voûte étoilée, comme nous pouvons le constater une fois sur place où on peut observer des taches bleues là où l'enduit à disparu.   

### L’iconologie
- Le chrisme : visible dans le chœur, il s'agit d'un des plus anciens symboles de la chrétienté. Visible sur le fond de la voûte étoilée, il renvoie aux deux initiales du Christ en grec ancien : “P”, Rho, et “X”, Khi. Par cette  place centrale sur le décor de la voûte de cul de four du chœur, visible depuis la nef, on symbolise l’omniprésence du Christ dans l’édifice, mais aussi sur Terre, par transposition entre la voûte étoilée véritable et celle du décor.

- Le coq de faîtage : Présent sur la croix au sommet de la tour clocher, un coq est visible et cela depuis plus d’un siècle comme en témoignent les cartes postales du début du XXe siècle. Très présent, le coq est sans nul doute l'animal domestique le plus populaire de la faune médiévale. Il représente depuis l'Antiquité la vigilance. Une association renforcée par le fait que son chant soit lié au lever du jour. On lui attribue l'intelligence d'évaluer le temps qui passe, une fonction qui lui a valu d'être associé aux cloches et placé comme girouette sur les clochers. Le coq représente par extension le prédicateurs. Car par son chant il chasse les ténèbres, mais aussi par son chant fluctuant et adaptable selon les heures du jour le coq incite le prédicateur à adapter son discours à celui qui écoute[2].
- Un chemin de croix en gravure est existant.

- Diverses statues sont visible dans l'église comme par exemple une de la Vierge à l'enfant (Marie et Jésus). Mais aussi de saint Denis : Plus précisément saint Denis de Paris un saint français, reconnaissable par sa tête coupée[3].